# Malcoha gorja-roig
El malcoha gorja-roig (Zanclostomus javanicus) és una espècie d'ocell de la família dels cucúlids (Cuculidae) i única espècie del gènere Zanclostomus si bé s'ha inclòs a Phaenicophaeus. Habita selva i boscos de la Península Malaia, Sumatra, Borneo i Java.